# Национални парк Бандингило
Национални парк Бандингило је један од шест националних паркова у Јужном Судану, који се налази у вилајету Источна Екваторија, североисточно од града Џубе. Захвата површину од 945 км² и основан је 1992. године. Одликује се бројним врстама птица, али и другим животиња попут жирафа, буфала и коб антилопа.